# Lionel Robbins

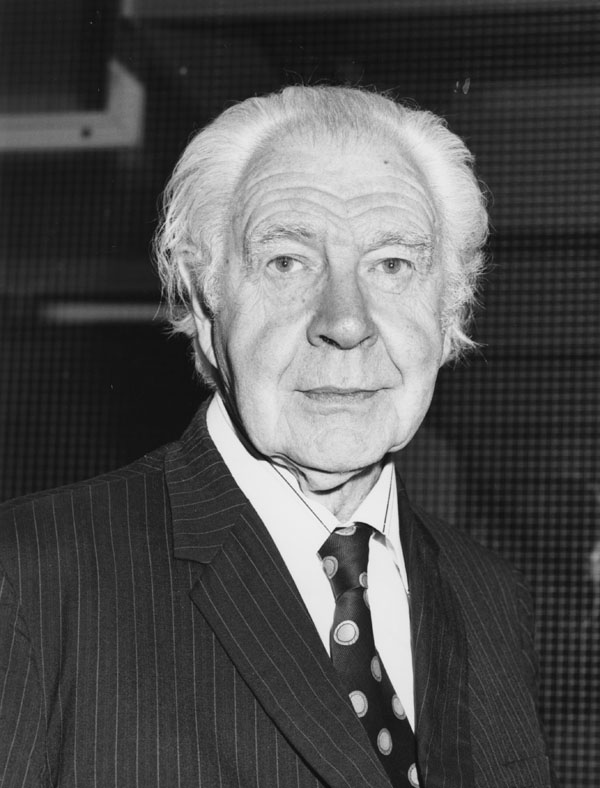
Lionel Robbins (1978)

Lionel Charles Robbins, Baron Robbins (1898 - 1984) fue un economista británico.
Fue miembro destacado del departamento de economía de la London School of Economics. Es conocido por su liderazgo en LSE, su definición propuesta de economía y por sus esfuerzos instrumentales para cambiar la economía anglosajona de su dirección marshalliana"propuso una de las primeras definiciones contemporáneas de economía: La economía es la ciencia que analiza el comportamiento humano como la relación entre unos fines dados y medios escasos que tienen usos alternativos.
Él definió la economía como oikos (casa) y nomos (reglas) y aportó un nuevo significado al concepto de economía, si bien tan solo lo detalló un poco: "La economía es la ciencia de la elección, la ciencia que estudia cómo los recursos son empleados por el hombre para satisfacer sus necesidades, puesto que viven en sociedad".
Robbins estuvo muy influido por la Escuela austríaca, siendo uno de sus primeros adherentes en el mundo de habla inglesa. Robbins llegó (1929) a ocupar la cátedra en la Escuela de Economía de Londres donde uno de sus primeros actos fue nombrar profesor a Friedrich A. Hayek, a partir de lo cual una nueva generación de "austriacos" comenzó a hacer sentir su influencia en el mundo.

## Informe Robbins
En 1961, encabezó el Comité en Educación Superior encargado por el Gobierno británico de elaborar un informe sobre la situación universitaria. El Comité trabajó durante dos años, de 1961 a 1963, y sus conclusiones fueron aprobadas por el Gobierno de Reino Unido el 24 de octubre de 1963. El informe es conocido como Robbins Report.
Posteriormente Robbins moderó su apoyo total por esa escuela y se transformó en un proponente crítico. Así, por ejemplo, a pesar de que Robbins continuó en general su apoyo por el libre mercado, al mismo tiempo fue partidario de la financiación fiscal del sistema de educación universitaria y de organizaciones artísticas (museos, etc).
- Datos: Q335199
- Multimedia: Lionel Robbins / Q335199